# Morris Fishbein
Morris Fishbein (Saint Louis, 22 luglio 1889 – Chicago, 27 settembre 1976) è stato un medico e editore statunitense.
Fresco di laurea, iniziò a collaborare con l'AMA (American Medical Association), in particolare con il Journal of the American Medical Association (1913-1949), e con il giornale popolare chiamato Hygenia (1924-1949).
Dal 1924 al 1950 fu editore del giornale dell'American Medical Association. Nel 1961 fondò il Medical World News, rivista per medici. È ricordato anche come il non-chiropratico che più di tutti influenzò il mondo dei chiropratici e per le sue posizioni contro i ciarlatani.

## Biografia
Nacque a St. Louis, nel Missouri il 22 luglio 1889. Studiò al Rush Medical College di Chicago dove si laureò nel 1912.
Come lui stesso rivela in una intervista del 1967:
((Con riferimento al John McCormick Institute for Infectious Diseases di Chicago).)
In seguito venne assunto da George H. Simmons, capo dell'AMA ed editore del Journal of the American Medical Association, inizialmente per coprire il ruolo di assistente, e dal 1924 in qualità di editore; carica ricoperta sino al 1949.
Il 21 giugno 1937 apparve sulla copertina di Time, ma solo un anno più tardi nel 1938, insieme all'AMA, fu incriminato per aver infranto la legge denominata Sherman Anti-Trust Act.
L'associazione fu condannata e multata di 2,500 dollari, ma Fishbein fu assolto. Alcuni critici identificano la coppia George H. Simmons e Morris Fishbein "Medical Mussolinis" per via del sistema descritto come "dittatoriale" in seno all'associazione e al relativo giornale.
Nel 1961 fondò la rivista per medici denominata Medical World News.
Morì il 27 settembre 1976 a Chicago.